# Ховгорденский рунический камень
Ховгорденский рунический камень (швед. Karlevistenen) — рунический камень расположенный в Ховгордене на острове Адельсë, озеро Меларен в Уппланде, Швеция. Согласно классификации проекта Rundata ему присвоен номер U 11. Надпись на камне датирована XI веком и может быть свидетелем появления хоронима рос на скандинавской основе.

## Описание
Камень имеет сложный дизайн, текст расположен серпантином. Текст не подписан и выполнен в стиле Pr4, который характеризуется узкими, стилизованными животными плотно вплетенными в узор. Головы животных изображены в профиль, с узкими миндалевидными глазами и закрученными вверх ноздрями и отростками на шее.
Камень посвящён Толиру и его жене Гюлле. Толир был брюти, то есть являлся фогтом конунга в Родене. Этот камень соотносят с именем Хокона Рыжего, правившего приблизительно в 1070-х годах.
Так же камень интересен упоминанием слова конунг.

## Толкование
Мельникова в 2001 году предложила толкование «Толир, брюти (должностное лицо) в rōþ (в гребном морском походе/отряде)». Наряду с её трактовкой надписи U 16 «Он был лучшим из бондов в ruþi (в гребном морском походе/отряде) Хакона» это, по мнению Мельниковой, указывает на возможность появления термина руд задолго до фиксации его на рунических камнях, а, возможно, еще и до появления паруса на Балтике. Впоследствии, с соответствующими фонетическими изменениями, он стал источником названия Руслаген (*Roþslagen) и хоронима Русь. Данное толкование неоднократно критиковалось, современный перевод надписи предполагает, что Толир был брюти (фогдом) в Ховгордене, так же и с лексической точки зрения переход из скандинавского в славянский, требующий посредства финских корней, мало вероятен.